# Рудильниці (Івановська область)
Рудильниці (рос. Рудильницы) — присілок в Палехському районі Івановської області Російської Федерації.
Населення становить 14 осіб. Входить до складу муніципального утворення Раменське сільське поселення.

## Історія
Від 2005 року входить до складу муніципального утворення Раменське сільське поселення.

## Населення
| 1859 | 1905 | 2010 |
| ---- | ---- | ---- |
| 116  | ↗171 | ↘14  |